# Eithea
Eithea es un género monotípico  de planta herbácea, perenne y bulbosa con una única especie: Eithea blumenavia (K.Koch & C.D.Bouché ex Carrière) Ravenna, perteneciente a la familia Amaryllidaceae. Es originario de Brasil desde São Paulo a Santa Catarina.

## Descripción
Eithea blumenavia , primero conocida como Griffinia blumenavia y más tarde como Hippeastrum blumenavia, es un planta bulbosa pequeña y atractiva con flores rosadas y blancas que crece en lugares húmedos sombríos de los bosques, en el estado de Sao Paulo, Brasil.  Crecen de la misma manera que crecen las Griffinia.

## Taxonomía
Eithea blumenavia fue descrita por (K.Koch & C.D.Bouché ex Carrière) Ravenna y publicado en Bot. Australis 1: 4, en el año 2002.
Sinonimia
- Griffinia blumenavia K.Koch & C.D.Bouché ex Carrière (1867).
- Amaryllis blumenavia (K.Koch & C.D.Bouché ex Carrière) Traub (1938).
- Hippeastrum blumenavia (K.Koch & C.D.Bouché ex Carrière) Sealy (1938).
- Hippeastrum iguapense R.Wagner (1903).
- Amaryllis iguapensis (R.Wagner) Traub & Uphof (1938).[1]